# Patriarcado Latino de Antioquia
O Patriarcado Latino de Antioquia ou Patriarcado de Antioquia dos Latinos (em latim: Patriarchatus Antiochenus Latinorum) foi uma circunscrição eclesiástica da Igreja Católica do rito latino, criada na esteira da Primeira Cruzada por Boemundo I de Antioquia, em 1099. Feito uma sé titular em 1268, foi suprimido em 1964.
O Patriarca foi uma das maiores autoridades eclesiásticas dos Estados cruzados, trabalhando em prol do Catolicismo e como representante de todos os cristãos que viviam no territótio da diocese. Durante o período das Cruzadas foram duas hierarquias, uma grega e outra latina, cada um com suas próprias regras e liturgias bispos, abades, mosteiros e catedrais.
A jurisdição do patriarcado latino de Antioquia estendia-se desde o Principado de Antioquia, incluindo os condados de Edessa e Trípoli, perto do final do século XII foi acrescentado a ilha de Chipre.

## História
Como resultado do Grande Cisma do Oriente de 1054, a Igreja Latina e a Oriental haviam se separado, lançando anátemas e excomunhões mútuas e considerando cada um como guardião da ortodoxia cristã. A cidade foi conquistada pelos muçulmanos em 638, retirado do Império Bizantino, caiu em 969 nas mãos dos turcos seljúcidas em 1084.
O imperador bizantino Aleixo I Comneno ficou esperança de usar a força militar e a capacidade dos cruzados para recuperar os territórios do Império Latino, incluindo Antioquia e sua sé patriarcal. Mas quando os cruzados conquistaram Antioquia, não apenas deu o imperador de Bizâncio, mas depois de algum tempo, expulsou o patriarca grego, D. João IV e o enviou para Constantinopla.
O imperador bizantino ficou indignado e começou a fazer de tudo para trazer o Patriarca grego de Antioquia, mas o Tratado de Devol de 1108, que previa o retorno do patriarca grego, nunca foi aplicado.
Por um breve período, houve uma articulação do patriarcado, quando Antioquia ficou sob o controle do imperador bizantino Manuel I Comneno, mas na maior parte do tempo só havia o Patriarca Latino. No entanto, durante todo o período do principado latino de Antioquia, o Patriarca latino foi reconhecido pelo imperador e desempenhou um papel muito importante (alianças político, diplomático, militar e civil, bem como religiosos) nas relações entre os Estados e os Cruzados no Império Bizantino.
O patriarca latino de Antioquia existiu, assim como o Principado, até a conquista pelos mamelucos em 1268 e, em seguida, enquanto o patriarca grego Teodósio IV voltou para Antioquia, o título de patriarca latino tornou-se meramente nominal, mas foi mantido durante vários séculos, com sede na Basílica de Santa Maria Maior, em Roma para ajudar, proteger e manter contato com Roma nas comunidades cristãs pequenas e isoladas no Oriente Médio, até a supressão em 1964.